# John Braspennincx
John Braspennincx (Jr.) (Hoogstraten (België), 24 mei 1913 – Zundert, 7 januari 2008) was een Nederlands wielrenner. Bijnamen waren "D'n Bras", "D'n Flap" (naar 'flaporen'), "Koning der Kermiskoersen", "Koning der Smokkelaars" en "Koning der Pantserwagens" (vanwege zijn gebruik van pantserwagens bij het smokkelen). Hij is de bekendste van de Braspennincx-wielerfamilie.
John Braspennincx won in zijn loopbaan 129 koersen en hij was razend populair vanwege zijn manier van rijden, waarmee hij de titel "Koning der Kermiskoersen" verwierf.
Braspennincx startte één keer in 1937 in de Ronde van Frankrijk, maar staakte de strijd uit protest op de dag van de ploegentijdrit tussen Lons-le-Saunier en Champagnole. De reden hiervan was dat er mecanicien noch verzorger aanwezig was en de renners 's avonds zelf hun fietsen moesten poetsen. Daarmee was hij niet akkoord en hij vertrok naar huis.
Tijdens de Tweede Wereldoorlog werd hij zeer groot in het smokkelen, maar bleef desondanks koersen en werd zelfs nog Nederlands kampioen in 1942, ondanks een val door de ruit van een juwelier.

## Belangrijkste overwinningen
1936
- Nationaal Kampioenschap op de weg, Onafhankelijken
- Draai van de Kaai

1937
- Zwolle dernycriterium
- Nationaal Kampioenschap op de weg, Elite

1938
- Draai van de Kaai

1942
- Nationaal Kampioenschap op de weg, Elite

1943
- Zwolle dernycriterium

1949
- Acht van Chaam

## Grote rondes
Eindklasseringen in grote rondes, met tussen haakjes het aantal etappeoverwinningen.
| Jaar | Ronde van Italië | Ronde van Frankrijk | Ronde van Spanje |
| ---- | ---------------- | ------------------- | ---------------- |
| 1937 |                  | opgave              |                  |

|
| Jaar | Ronde van Vlaanderen |  | WK op de weg |
| ---- | -------------------- |  | ------------ |
| 1936 | opgave               |  |              |
| 1937 |                      |  |              |
| 1938 |                      |  | opgave       |
| 1939 |                      |  |              |
| 1942 |                      |  |              |